# Sanduíche-iche

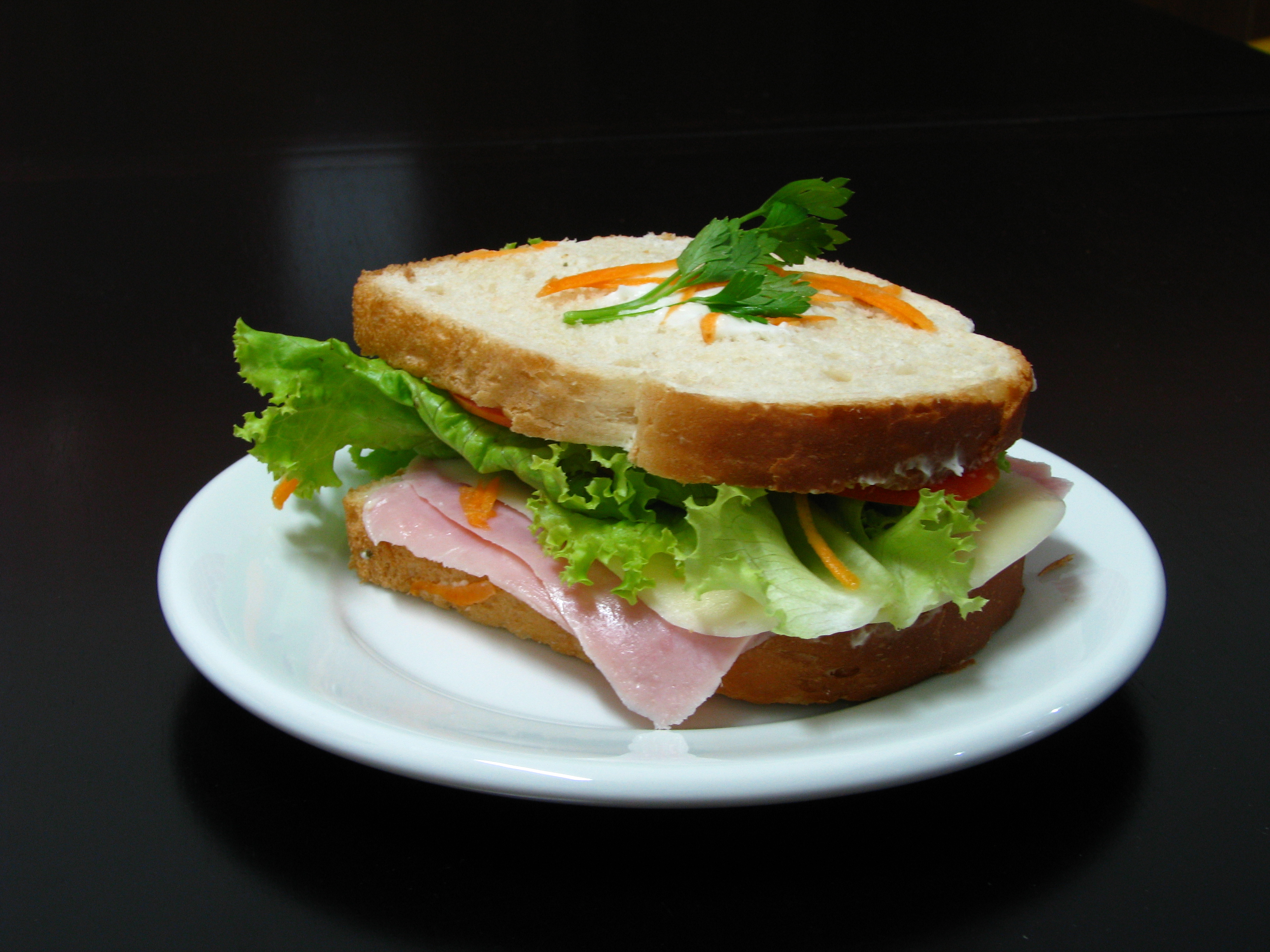
Sanduíche, feito no Brasil

Sanduíche-iche é um meme da Internet surgido no Brasil a partir de uma entrevista da nutricionista Ruth Lemos à TV Globo Nordeste (atual TV Globo Pernambuco) em 2004. Nela, Lemos gagueja, dizendo a palavra "sanduíche-iche". O vídeo se tornou viral em 2005 através de comunidades no Orkut e foi exibido no Pânico na TV. Lemos inicialmente não gostou da repercussão, mas, aproveitando a visibilidade, candidatou-se a deputada estadual. É considerado um dos primeiros memes do Brasil.

## Origem
Em 26 de agosto de 2004, a nutricionista Ruth Lemos deu uma entrevista ao vivo ao Bom Dia PE, da TV Globo Nordeste, sobre os hábitos alimentares das crianças. Enquanto falava, ela gaguejou e disse, entre outras frases gaguejadas, "Eles precisam saber-saber que até o sanduíche-iche pode ter um valor nutritivo-tivo [...]". Lemos não é gaga; o atraso no retorno de som, ou delay, fez com que ela repetisse "porque achava que não escutava". Ela nunca havia utilizado o ponto de ouvido. Apesar disso, e rindo durante a entrevista devido à situação, ela conseguiu finalizar, "transformando-se em um involuntário personagem cômico", segundo a Folha de S.Paulo. No segundo bloco do programa, quando ela voltou ao ar, falou normalmente.

## Popularidade
[...] alguém — e ninguém sabe quem — resolveu gravar a cena em seu computador e enviar por e-mail para um amigo, que deve ter enviado para outros amigos e assim deu início a uma das mais impressionantes correntes de divulgação que a web brasileira já viu [...]

Fred Figueirôa, ao Pernambuco.com.
Inicialmente, a entrevista ficou esquecida, mas se tornou popular a partir de 2005. O vídeo viralizou no YouTube, uma nova plataforma à época. Até 23 de março de 2005, existiam 48 comunidades dedicadas à nutricionista no Orkut. Foram criadas charges eletrônicas e um site dedicado ao episódio recebeu 175 mil visitantes. O Yahoo! mostrou que "Ruth Lemos" foi o terceiro assunto de maior destaque na primeira semana de março de 2005, tendo um aumento de 586% na procura do termo. Lemos também se tornou emoticon do MSN Messenger e foi alvo de paródias musicais. Além disso, a entrevista foi exibida no Pânico na TV.
Em 8 de abril, a assessoria de imprensa da agência de publicidade da Intelig Telecom declarou que Lemos seria a garota-propaganda da empresa. No comercial, ela é entrevistada e fala sobre as ofertas de DDD da operadora, gaguejando: "É preciso saber-saber, que para fazer um DDD-DD você precisa sair da rotina-ina-ina e usar o 23-23 [...]". Em junho de 2008, foi criado o perfil falso @ruth_lemos no Twitter, que postava frases cômicas imitando a suposta gagueira de Lemos. Em 2011, o meme fez parte de uma campanha da Kuat.

### Resposta e após o meme
Lemos soube da repercussão quando sua colega ligou-lhe, avisando que a entrevista tinha sido exibida no Pânico, o que ela achou "nada agradável". Inicialmente, ela disse em entrevista ao site Globo Online em março de 2005 que conversou com advogados na tentativa de "frear a mania". Anos mais tarde, no entanto, ela deu respostas mais positivas e disse que não esperava essa resposta do público: "Eu fiquei muito surpresa porque não esperava de jeito nenhum, sou uma pessoa discreta e de repente foi uma exposição muito grande. Você fica sem entender muito". Ela só assistiu à entrevista no Programa do Jô; ela explicou: "Não é nem que eu tinha vergonha, mas eu achava que aquilo não havia sido bom para mim. Então, por que assistir?"
Lemos tentou aproveitar a fama para lançar uma candidatura a deputada estadual por Pernambuco em 2006, mas não se elegeu, tendo recebido 1 160 votos. No horário eleitoral gratuito, ela ficou "firme e seríssima", contrastando a ideia da entrevistada gaga da Internet. Ela acredita que o meme a prejudicou: "Aquilo só causa preconceito, porque me coloca numa situação de alguém limitado, sem potencial, sem formação. Como eu ia tirar partido? Se provocou alguma coisa, foi prejuízo". Ela disse que conseguiu "cada um dos votos no corpo-a-corpo, de porta-em-porta, falando com as pessoas", e que sua "fama repentina" não lhe ajudou. À Folha de S.Paulo, ela disse que não sabia se o vídeo a prejudicou ou ajudou pois, "ao mesmo tempo em que me tornou conhecida, me ridicularizava um pouco." Ao Extra, ela disse: "Eu tive mais de mil votos e, isso, pra uma pessoa que não era da mídia e não tinha recursos, é muita coisa. Mas pela repercussão do caso, eu deveria ter tido muito mais votos, né? Eu teria sido eleita se o vídeo tivesse uma conotação positiva".
Em entrevistas de 2014 e 2015, ela disse que ainda é abordada nas ruas devido ao meme. Já foi presidente da Associação Pernambucana de Nutrição e membro do Conselho Federal de Nutricionistas por duas gestões seguidas e, segundo publicação do Ego em 2016, é professora, trabalha em um hospital e é representante no Conselho de Segurança Alimentar.

## Legado
Sanduíche-iche é considerado um dos primeiros memes do Brasil e, segundo o UOL, "um dos virais mais antigos da internet brasileira". Em 25 de novembro de 2007, Hiro Kozaka, do blog Videorama, disse à Folha de S.Paulo que Sanduíche-iche era um clássico do YouTube. Em outra matéria, o mesmo jornal declarou: "Talvez ninguém tenha se tornado celebridade tão rápida e amplamente no Brasil, graças a um meme, quanto a nutricionista Ruth Lemos". O meme foi colocado em diversas listas, como a de "Grandes gafes da TV" da Veja São Paulo, de "alguns dos melhores memes brasileiros" do R10, de vídeos clássicos do YouTube do MundoBit, de "vídeos do YouTube mais amados" da 33Giga, de "mais famosos memes da rede" da GZH, de "10 vídeos do YouTube que se tornaram fenômenos nacionais" da NSC Total, de "7 clássicos da internet" de Pernambuco da PorAqui, dos "7 maiores clássicos das reportagens que viraram memes" da MegaCurioso, bem como na lista dos "25 memes que formaram o caráter da internet brasileira" do mesmo site, de "10 vídeos de sucesso" do YouTube da Exame, de "webcelebridades nacionais que caíram no esquecimento" da O Povo, dos "20 virais mais amados do YouTube" da Super, dos "maiores memes da história da Internet" do TechTudo e na lista dos "melhores memes da história do Brasil" da Metrópoles. O meme é citado no livro Os 198 Maiores Memes Brasileiros que Você Respeita, de Kleyson Barbosa.